# Dietloff von Arnim
Pour les articles homonymes, voir Arnim.
Dietloff Hans Otto Carl von Arnim, également von Arnim-Ragow et von Arnim-Rittgarten (né le 21 janvier 1876 à Güterberg et mort le 3 mai 1945 à Augustfelde près de Prenzlau), est un grand propriétaire terrien prussien et de 1933 à 1944 directeur d'état et gouverneur de la province de Brandebourg.

## Biographie

### Empire allemand et République de Weimar
Arnim est le fils du président de la chambre d'agriculture de la province de Brandebourg, Georg von Arnim (1843–1914), seigneur de Güterberg et Rittgarten avec Neuhof et Augustfelde et Hermine von Stülpnagel (1845–1932). Avec d'autres fils de la famille von Arnim, il étudie à l'école de l'abbaye d'Ilfeld et pendant quatre ans au lycée de Putbus jusqu'au baccalauréat. Il étudie ensuite le droit à Göttingen, Greifswald et Marbourg. En 1897, il devient membre du Corps Saxonia Göttingen. La même année, il rejoint le Corps Pomerania Greifswald. En 1900, il entre dans la fonction publique prussienne en tant qu'avocat stagiaire et réussit l'examen d'assesseur du gouvernement après son stage.
Arnim travaille comme évaluateur dans diverses autorités, dont le quartier général de la police de Berlin, le gouvernement de la province prussienne de Posnanie et l'Office impérial aux Colonies. En 1914, il est nommé administrateur de l'arrondissement de Jüterbog-Luckenwalde, mais est appelé au service militaire peu de temps après. Il commande un bataillon d'infanterie et reçoit diverses décorations, dont la croix de fer, de première et de seconde classe. Avant la fin de la guerre, il peut reprendre son poste d'administrateur d'arrondissement, mais refuse de prêter serment à la constitution républicaine de Weimar et quitte donc la fonction publique en 1919.
En 1909, Dietloff von Arnim épouse Marie Luise von Witte (de) (1888-1968), avec qui il a trois enfants. Karl Silex (de) est son gendre, il a épousé la fille d'Arnim, Rosemarie. Dans les années 1920, il dirige Ragow, le manoir de sa belle-famille, se faisant appeler von Arnim-Ragow pendant cette période. Le mariage se termine par un divorce en 1930, après quoi Arnim utilise de nouveau le nom de von Arnim-Rittgarten. Arnim épouse Marie Agnes von Tresckow (de) (1902-1945) en 1931, fille du général de cavalerie prussien Hermann von Tresckow et sœur de Henning von Tresckow. De ce mariage naît une fille.
Sous la République de Weimar, Arnim s'est engagé dans de nombreuses associations agricoles, comme la Fédération rurale du Reich et l'Association des communes rurales prussiennes. Il est membre du conseil d'administration de la Journée allemande des communes rurales (de). Comme beaucoup de nobles propriétaires terriens du Brandebourg, Arnim est initialement membre du DNVP anti-républicain et anti-démocratique. Il mène de féroces batailles politiques contre l'opposition conservatrice de la Fédération rurale et du DNVP, dont le porte-parole est Dietlof von Arnim-Boitzenburg. Ces conflits concernent, d'une part, la participation au gouvernement du DNVP, que les conservateurs rejettent, et, d'autre part, les droits de naissance de la noblesse. Dietloff von Arnim agite vigoureusement pour un plus grand soutien à l'agriculture de la part du DNVP et considère également que les compromis de politique étrangère sont acceptables. En 1929, il adhère au Parti chrétien-national des paysans et des fermiers et, dans une déclaration publique, souligne la « paysannerie allemande libre » comme le fondement d'une « vie d'État allemande saine ». Le 1er décembre 1931, il rejoint le NSDAP (numéro de membre 850 696). En 1932 il est déjà un candidat sur une liste NSDAP pour une élection de conseil dans la Fédération rurale.
Dietloff von Arnim entre dans l'Ordre traditionnel de Saint-Jean dès 1911, devient membre de l'Association provinciale de Brandebourg et en 1924 chevalier en droit. Avant la crise économique mondiale, sa propriété de Rittgarten couvre 580 hectares. Un administrateur est en charge. À Güterberg, un fidéicommis, avec Carolinenthal et Marienhöh avec Louisenburg, le dernier carnet d'adresses agricole de la province de Brandebourg fait état de 263 hectares supplémentaires.

### National-socialisme
Le 12 mars 1933, une semaine après les élections du Reichstag du 5 mars, Arnim est élu au parlement provincial de Brandebourg sur la liste du NSDAP. La campagne électorale est marquée par une "vague de terreur national-socialiste", et le NSDAP remporte la majorité absolue des sièges. Le parlement provincial élit à son tour Arnim au comité provincial. Wilhelm Kube, promu au poste de haut président de province en février 1933, souhaite désormais remplacer au plus vite le directeur d'État de la province de Brandebourg (de), Hugo Swart (de), par un national-socialiste. Kube nomme Arnim directeur d'État en avril 1933. Le discours d'investiture d'Arnim devant le parlement provincial, riche en attaques antisémites, prouve "de manière impressionnante", selon Fabian Scheffczyk, ses convictions nationales-socialistes. La conformité de l'association provinciale est achevée au plus tard le 1er janvier 1934 : Par la loi, le président supérieur reçoit, selon le principe du chef, toutes les tâches du parlement provincial, des comités provinciaux et du directeur d'État et devient le supérieur hiérarchique de ce dernier. Arnim reste directeur d'État jusqu'en 1944 (le 15 avril 1937, le titre officiel est changé en gouverneur et en 1940, la province est rebaptisée marche de Brnadebourg). Il reprend également le poste de président du conseil d'administration de l'association Oberlinhaus (de), que Swart a également occupé auparavant. Arnim est membre de la société Empereur-Guillaume et, en tant que gouverneur de Brandebourg, est également responsable des mesures d'euthanasie nazies à partir de 1940.
Aux côtés de Hans Heinze (de), directeur de l'institution d'État de Görden (de), et de Friedrich Baumann, directeur du sanatorium et de la maison de retraite de Sorau, Arnim est l'une des rares personnes qui connaissent parfaitement la mise en œuvre de l'action T4 dans le Brandebourg depuis le début. Les patients ne peuvent être transférés dans des centres de mise à mort sans son consentement. Il est parfois suggéré dans la littérature qu'Arnim s'inquiète du meurtre des malades. Il est fait référence à une note interne d'Irmfried Eberl, le chef du centre de mise à mort de Bernbourg, qui écrit vers 1941/1942 qu'Arnim doit être "traité avec une certaine prudence", tandis que le gouverneur de la province de Saxe, Kurt Otto (de), est "sans réserve" au sujet des meurtres. Cependant, il n'y a aucune preuve tangible de telles inquiétudes, et les discours ou actions d'Arnim dans ce sens ne sont documentés nulle part. Le juge de district Lothar Kreyssig, qui s'oppose en réalité au transfert des patients vers les centres de mise à mort, ne reçoit aucun soutien de sa part. Dans une lettre adressée à plusieurs institutions, Kreyssig leur a interdit de transférer des patients placés sous la tutelle du tribunal de district. Arnim lui demande alors en sa qualité de gouverneur par écrit de retirer ces lettres. Il s'agit "d'intérêts militaires importants pour la guerre" et les institutions étatiques reçoivent déjà des instructions de sa part pour effectuer de tels transferts sans le consentement de Kreyssig.
Au lendemain de l'attentat du 20 Juillet 1944 Arnim est arrêté le 22 août. La raison en est que son beau-frère Henning von Tresckow, l'un des cerveaux du 20 juillet, a séjourné dans la villa von Arnim (de) à l'été 1943 ; la Gestapo le soupçonne d'avoir eu connaissance des plans d'assassinat de Tresckow. Le 8 septembre, Arnim est "honorablement libéré" de sa détention, les soupçons n'ayant pas été confirmés. Arnim demande par lettre sa mise à la retraite pour raison d'âge (il a déjà 68 ans). Le haut président de la province de Brandebourg et Gauleiter Emil Stürtz approuve cette demande et Arnim est mis à la retraite le 1er novembre 1944. Stürtz organise une cérémonie d'adieu pour lui en décembre, soulignant la "collaboration exemplaire entre le parti et l'administration provinciale" et lui faisant miroiter une future participation à l'administration provinciale. Dans son discours d'adieu, Arnim remercie le Gauleiter, mais critique la subordination du gouverneur au haut président – "probablement pour la première fois en public", comme le commente Fabian Scheffczyk.
Arnim se retire dans son domaine de Rittgarten avec sa femme et leur fille de onze ans. Début mai 1945, à l'approche des troupes soviétiques, les Arnim se suicident avec du poison et empoisonnent également leur fille,,. Au cimetière de Rittgarten, une pierre tombale rappelle son souvenir.